# Спасовка (река)
Спа́совка — река в Спасском районе Приморского края России.
До 1972 года низовье реки (до впадения Одарки) носило китайское название Сантахе́за. Переименована после вооружённого конфликта за остров Даманский.
Берёт начало на северных склонах Синего хребта, течёт в северо-западном направлении и впадает в южную часть озера Ханка.
Длина — 83 км, площадь водосборного бассейна — 1260 км². Ширина реки в устье — 32 м. Глубины реки изменяются от 0,3 до 0,9 м.
Питание реки в основном дождевое, на снеговое приходится до 35 %, подземное — около 10 %. Река замерзает в конце ноября, продолжительность ледостава около 145 дней. Река вскрывается в конце марта — начале апреля, лёд в основном тает на месте. Вода мягкая, относится к гидрокарбонатному классу группы кальция с низкой степенью минерализации.
Населённые пункты на реке, сверху вниз: с. Зелёновка, с. Дубовское, г. Спасск-Дальний (протекает по северной окраине), с. Гайворон, с. Новосельское.
В нижнем течении воды Спасовки используются для орошения рисовых полей. Ниже Спасска-Дальнего загрязнена сточными водами.

## Притоки
(указано расстояние от устья)
- 31 км: Одарка (длина 55 км, впадает в Спасовку в 6 км выше села Гайворон).
- 45 км: Кулешовка (длина 42 км, впадает в Спасовку в городе Спасск-Дальний),
- 50 км: Славинка (пр)
- 64 км: Мёртвый (лв)
- 71 км: Песчаный (Тигровая падь)